# Zwei Mädchen aus Istanbul
Zwei Mädchen aus Istanbul ist ein türkischer Film aus dem Jahr 2005 von Kutluğ Ataman mit Vildan Atasever, Hülya Avşar und Feride Çetin in den Hauptrollen. Er basiert auf dem Roman "Zwei Mädchen – Istanbul Story" von Perihan Mağden.

## Handlung
Die achtzehnjährige Handan lernt eines Tages die gleichaltrige, aber so ganz andere Behiye kennen. Beide suchen die Freiheit, doch während Behiye vor allem vor ihrer konservativen Familie und ihrem tyrannischen Bruder flieht, ist Handan eher lebensbejahend und will ihre extrovertierte Mutter verlassen. Sie überredet Behiye, mit ihr nach Australien zu reisen, wo sie ihren eigentlichen Vater vermutet. Handan erlebt ihr erstes Mal mit Erim, der sie danach jedoch verachtet. Beide verfallen wieder in die traditionellen Rollenmuster der türkischen Gesellschaft, doch Handan fährt tatsächlich nach Australien, lässt jedoch Behiye, die in ihr eine Freundin sah, egoistisch handelnd zurück bei ihrer Familie.

## Auszeichnungen
- Der Regisseur erhielt beim International Istanbul Film Festival 2006 eine Goldene Tulpe.
- Beim Antalya Filmfestival wurden der Regisseur, der Kameramann und die Darstellerin Vildan Atasever mit einer Goldenen Orange ausgezeichnet.

## Kritiken
- Der Film zeigt Probleme des modernen Istanbul: Das Aufeinanderprallen von Tradition und Moderne.[1]
- Auch da ist Ataman bei aller emotionalen Nähe sehr weitsichtig: Es sind nicht bloß die anderen, deretwegen man Chancen verpasst. Dieser Wink dürfte in der Türkei angekommen sein, auch deshalb die vielen Preise.[2]
- Bilderstarkes und auch sexy Coming-of-Age-Doppelporträt von Kutlug Ataman. Sein Film nach einer erfolgreichen Romanvorlage ist glücklicherweise kein "Problemfilm" und angenehm klischeefrei.[3]